# Isabel Penagos
 (octobre 2013).
Si vous disposez d'ouvrages ou d'articles de référence ou si vous connaissez des sites web de qualité traitant du thème abordé ici, merci de compléter l'article en donnant les références utiles à sa vérifiabilité et en les liant à la section « Notes et références ».
Isabel Penagos est une soprano espagnole née à Santander le 24 septembre 1931. 

## Biographie
Originaire de Cantabrie, elle fait rapidement montre d'une vocation artistique due, en partie, à la forte passion pour la musique que l'on éprouve au sein de sa famille.
Après l'obtention du baccalauréat, elle commence sa formation musicale dans la capitale cantabre et, à l'âge de dix-sept ans, se rend à Madrid afin d'y commencer sa formation lyrique. Elle suit des études au Conservatoire royal supérieur de musique de Madrid et devient bientôt une des élèves préférées de la maîtresse de chant Lola Rodríguez Aragón, tante de la soprano Ana Higueras, avec qui elle reste très proche tout au long de sa carrière et à qui l'unit une profonde amitié. En 1954, elle conclut ses études au Conservatoire royal supérieur de musique de Madrid et se voit remettre le prix « María Barrientos ».
Ses débuts sur la scène ont lieu en janvier 1953, à l'Athénée de Madrid, sous la direction de Cristóbal Halffter et avec l'orchestre de la radio nationale d'Espagne, en interprétant des arias de la Passion selon saint Matthieu, de Johann Sebastian Bach.
Au cours de ces premières années, période durant laquelle elle se fait connaître des critiques et du grand public, elle obtient les premiers prix de nombreux concours, parmi lesquels ceux de Toulouse, de Chant Isabel Castelo, le prix de la critique aux Semaines Religieuses de Cuenca, ou encore le prix Estanislao de Abarca à Santander.
Elle entame ainsi une belle carrière d'opéra, de zarzuela, de concertos, d'oratoires et de récitals sur les principales scènes d'Espagne (Teatro Real de Madrid et Teatro de la Zarzuela), du Portugal (Teatro Nacional de São Carlos de Lisbonne), de France (salle Gaveau, théâtre des Champs-Élysées), d'Italie (La Scala de Milan), d'Argentine (théâtre Colón de Buenos Aires) et des États-Unis (Carnegie Hall, Lincoln Center, American Opera Society de New York, Opéra national de Washington (en)), se produisant en compagnie d'artistes comme Renata Tebaldi, Carlo Bergonzi, Teresa Berganza ou Alfredo Kraus, entre autres.
En 1963, elle fait sa première apparition à La Scala de Milan dans le rôle de Mussetta, personnage de La Bohème de G. Puccini, dans la grande production de Franco Zeffirelli. En 1966, elle inaugure le théâtre royal de Madrid en interprétant la Neuvième Symphonie de Ludwig van Beethoven sous la direction de Rafael Frühbeck de Burgos.
En mai 1967, elle participe à la première de l'opéra Bomarzo de Alberto Ginastera, dans le Lisner Auditorium de la Washington Opera Society, comme Julia Farnese, rôle qu'elle interprète par la suite à de nombreuses reprises.
Au long de sa vie artistique elle a inauguré des œuvres de Joaquín Rodrigo, Óscar Esplá, Xavier Montsalvatge, Eduard Toldrà, Cristóbal Halffter, Ernesto Halffter, Federico Mompou, Luis de Pablo, Alberto Ginastera et Antón García Abril.
Sa contribution à la diffusion du genre zarzuela est notable, grâce principalement à une production discographique comprenant des titres tels que La Revoltosa, Katiustka, La del manojo de rosas, Agua, azucarillos y aguardiente, La Rosa del azafrán et La Tabernera del puerto. De même, son interprétation du Truchement dans Les tréteaux de Maître Pierre, ainsi que celle du personnage de Salud dans La Vie brève, œuvres toutes deux de Manuel de Falla, ont revêtu une grande importance dans sa carrière.
Au cours de ses dernières années d'activité, elle partage son temps entre sa profession et l'enseignement du chant.
C'est en 1979 qu'elle décide de quitter la scène afin de se consacrer pleinement à l'activité enseignante.
Sa participation est fréquemment requise comme membre de jury de nombreux concours de chant, tant nationaux qu'internationaux.
Elle possède une vaste discographie, composée principalement de musique espagnole.

### Enseignement
Elle entame son parcours d'enseignante alors qu'elle se produit encore sur scène. En 1970, elle rejoint le professorat de l'École supérieure de chant de Madrid, centre tout récemment fondé. Elle y est nommée professeur en chaire de chant en 1977, avant d'en assurer la direction de 1987 à 1990.
Dès ses premières années consacrées à l'enseignement, elle partage son temps de travail à Madrid avec de nombreux cours et leçons magistrales imparties en Europe et en Amérique. À partir de 1978, elle est l'invitée de nombreuses universités aux États-Unis (Illinois State, Chicago, Los Angeles, San Diego, Miami, Austin) puis devient, à partir de 1985 et pour les douze années qui suivent, professeur titulaire du Pittsburgh Opera Center et de l'université Duquesne de Pittsburgh.
Entre 1983 et 1989, elle est professeur invité des cours internationaux de la Fondation Mateus, au Portugal. En 1986, elle donne un cours à l'université de La Havane, à Cuba. En 1985 elle représente l'Espagne au Congrès d'Opéra de Chambre, à Moscou. On lui a également demandé d'interpréter La Leçon de voix chantée lors des Congrès d'Oto-rhino-laryngologie des universités d'Alcalá de Henares et de Saint-Sébastien, ainsi qu'aux Journées de L'Art et de La Science, à l'Athénée de Madrid, aux côtés d'éminents oto-rhino-laryngologues tels que le Dr García Tapia et le Dr Cobeta entre autres.
Plus récemment, elle a partagé avec Plácido Domingo des cours magistraux et des Journées Musicales de technique et d'interprétation et, avec René Jacobs, Alan Curtis et Alberto Zedda, sur la voix chez Monteverdi.
Elle est fréquemment invitée comme membre de jury de concours internationaux, tels ceux de Pavarotti, d'Operalia-Plácido Domingo, de Bilbao, de Pampelune-Gayarre et de la ville de Colmenar, entre autres.
En 1996, elle a été désignée membre du premier Patronage du Théâtre royal de Madrid. Elle a aussi été fondatrice et vice-présidente de la Fondation de la Zarzuela Espagnole.
À partir de 2004, elle enseigne le chant au Cours Universitaire de Musique Espagnole de Saint-Jacques-de-Compostelle. Elle fait ensuite une intervention au Cours international de chant et prestation lyrico-théâtrale, en collaboration avec le chef d'orchestre Tito Capobianco, à l'université catholique de Lima, au Pérou.
D'importantes figures de la scène lyrique actuelle ont été ses élèves, notamment Ana María Sánchez, Pilar Jurado, Manuel Lanza, Juan Pedro García Marqués, Tatiana Davidova, Mabel Perelstein, Miguel Angel Zapater, Ana Rodrigo, Angeles Blancas, Amparo Navarro, Javier Agulló et Andrés Veramendi, parmi tant d'autres. De plus, ses collègues et grandes amies Teresa Berganza et Montserrat Caballé lui ont confié la formation vocale de Cecilia Lavilla et Montserrat Martí, leurs filles respectives.

## Récompenses et nominations
- Médaille d'or du Cercle des beaux-arts de Madrid
- Personnalité Cantabre de l'année 1976, prix décerné par l'Athénée de Santander
- Directrice de l'École supérieure de chant de Madrid (1987-1990)
- Prix national d'art lyrique « Cultura Viva » (1995)
- Membre du Premier patronage du Théâtre royal de Madrid
- Fondatrice et vice-présidente de la Fondation de la zarzuela espagnole
- Distinction honorifique des Jeunesses musicales de Madrid, décernée en reconnaissance de son dévouement à la formation des jeunes chanteurs (2012). Prix remis par Sa Majesté Doña Sofia, Reine d'Espagne.

## Discographie
| Titre                                        | Compositeur             | Discographie | Références                 |
| -------------------------------------------- | ----------------------- | ------------ | -------------------------- |
| La del manojo de rosas                       | Pablo Sorozábal         | Zafiro       | ZN6-9 S                    |
| Katiuska                                     | Pablo Sorozábal         | Zafiro       | ZN6-8 S, ZOR-220, ZCL 1013 |
| La tabernera del puerto                      | Pablo Sorozábal         | Zafiro       | ZOR-160, LM-3014-C         |
| La rosa del azafrán                          | Jacinto Guerrero        | Zafiro       | ZN6-5, ZOR 218, LM-3026-C  |
| Agua, azucarillos y aguardiente              | Federico Chueca         | Zafiro       | ZN6-6                      |
| La revoltosa                                 | Ruperto Chapí           | Zafiro       | ZOR 216, ZN6-6 2S          |
| Don Gil de Alcalá                            | Manuel Penella          | Zafiro       | FM 66                      |
| Maruxa                                       | Amadeo Vives            | Vergara      | 3006/7-SF                  |
| El retablo de Maese Pedro                    | Manuel de Falla         | Zafiro       | ZN-6-4 S                   |
| Canciones de Isabel Penagos                  | Varios                  | Zafiro       | ZOR-207                    |
| Recital de Isabel Penagos                    | Varios                  | Zafiro       | ZL-89                      |
| Isabel Penagos Recopilación                  | Varios                  | Zafiro       | ZL-107                     |
| Romanzas de zarzuela                         | Varios                  | Zafiro       | ZOR-205, ZL-120-S          |
| Cantos de amor y Lucha, cantos de amor y paz | Pablo Sorozábal Serrano | Zafiro       | ZL-113                     |
| Sorozabal                                    | Pablo Sorozábal         | Zafiro       | ZOR-206, GML 2021          |
| Nochebuena del diablo                        | Oscar Esplá             | HISPA VOX    | HH 1001, M-23978-86        |
| Bomarzo                                      | Alberto Ginastera       | CBS          | 32 31 0006                 |